# Han (namn)
Han är ett vanligt kinesiskt  och koreanskt efternamn. På kinesiska skrivs det förenklat 韩, traditionellt 韓, pinyin Hán. En modern kinesisk-engelsk ordbok anger ingen användning än i namn, däribland det kinesiska namnet på Korea: 韩国, pinyin Hánguó.
Kinesiska språket innehåller även andra ord som  skrivs '"Han" i västerländsk skrift. Handynastins kejsarnamn skrivs med tecknet  汉, pinyn Hàn. Det  har således en annan ordton än efternamnet 韩. Tecknet 汉 förekommer i skilda företeelser som historiskt eller geografiskt här samman med Handynastin, inklusive ett vanligt ord för kineisika språket: 汉语 pinyinHànyǔ.
Diktarnamnet som här skrivs Han-shan,  skrivs på kinesiska  寒山, pinyin Hánshān. Det översätts med Kalla berget, och var en pseudonym tagem efter platsen, där han bodde.
Han förekommer även som förnamn för både män och kvinnor. För den 31 december 2014 finns följande upplysningar om antal personer bosatta i Sverige:
- personer med Han som efternamn 202
- kvinnor med Han som förnamn 76
  - därav som tilltalsnamn (första förnamn) 17
- män med Han som förnamn 146
  - därav som tilltalsnamn (första förnamn) 47

Att döma av övriga namn är bärare av namnet i Sverige till största delen invandrare.

## Personer med efternamnet Han

### Män
- Han-shan, kinesisk poet under Tang-dynastin, taget namn
- Han Aidi (död 1 f.Kr.), kinesisk kejsare
- Han Bangqing (1856–1894), kinesisk journalist och forfattare
- Byung-Chul Han (född 1959), koreansk-tysk filosof och författare
- Han Dong (född 1961), kinesisk författare
- Han Feizi (död omkring 233 f.Kr.), kinesisk filosof
- Han Guangwudi (6 f.Kr.–57), kinesisk kejsare
- Han Huidi (210–188 f.Kr.), kinesisk kejsare
- Han Hyung-Bae (född 1976), sydkoreansk landhockeyspelare
- Han Jingdi (188–141 f.Kr.), kinesisk kejsare
- Han Ki-Joo(född 1987), sydkoreansk basebollspelare
- Han Kook-young (född 1990), sydkoreansk fotbollsspelare
- Han Kyo-won (född 1990), sydkoreansk fotbollsspelare
- Murat Han (född 1975), turkisk skådespelare
- Han Myung-Woo (född 1956), sydkoreanskbrottare
- Han Nianlong (1910–2000), kinesisk diplomat och kommunistisk politiker
- Han Peng (född 1983), kinesisk fotbollsspelare
- Han Seung-soo (född 1936), sydkoreansk diplomat och politiker, premiärminister
- Han Shaogong (född 1953), kinesisk författare
- Han Soon-Chul (född 1984), sydkoreansk boxare
- Han Wendi (202–157 f.Kr.), kinesisk kejsare
- Han Wudi (156–87 f.Kr.), kinesisk kejsare
- Han Xiaopeng (född 1983), kinesisk freestyle-skidåkare
- Han Xin (231–196 f.Kr.), kinesisk general
- Han Xuandi (91–49 f.Kr.), kinesisk kejsare
- Han Yu (768–824), kinesisk statsman, lärd och författare
- Han Zhaodi (95–74 f.Kr.), kinesisk kejsare
- Han Zheng (född 1954), kinesisk kommunistisik politiker, partisekreterare i Shanghai

### Kvinnor
- Han Gum-Shil (född 1968), sydkoreansk landhockeyspelare
- Han Hee-won (född 1978), sydkoreansk golfspelare
- Han Hwa-soo (född 1963), sydkoreansk handbollsspelare
- Han Hyun-sook (född 1970), sydkoreansk handbollsspelare
- Han Kang (född 1970), sydkoreansk författare och nobelpristagare
- Han Myeong-sook (född 1944), sydkoreansk politiker, premiärminsiter
- Han Ok-Kyung (född 1965), sydkoreansk landhockeyspelare
- Han Pil-Hwa (född 1942), nordkoreansk skridskoåkare
- Han Seung-Yeon (född 1988), sydkoreansk sångare, dansare och musikalartist
- Han Sun-hee (född 1973), sydkoreansk handbollsspelare
- Han Yaqin (född 1963), kinesisk roddare
- Han Yeo-reum (född 1983), sydkoreansk skådespelare
- Han Ying (född 1983), tysk bordtennisspelare